# Grodziska Powiatowa
Grodziska Powiatowa - tygodnik regionalny wydawany do 2015 r. na terenie powiatu grodziskiego, który w swoim podtytule reklamował się jako niezależny tygodnik mieszkańców gmin powiatu grodziskiego. Czasopismo miało charakter publicystyczno-informacyjny, a jego tematyka obejmowała wydarzenia społeczne, polityczne, gospodarcze, kulturalne oraz sportowe na terenie powiatu. Stałą rubrykę w gazecie miał m.in. poseł Killion Munyama, który dzielił się w niej swoimi wrażeniami z pracy w sejmie i zamieszczał swoje opinie o aktualnych wydarzeniach w kraju.
Lokalną historię przybliżali czytelnikom regionaliści z Towarzystwa Miłośników Ziemi Grodziskiej. Redaktorem naczelnym była Katarzyna Warszta.